# Aspalathus salicifolia
Aspalathus salicifolia är en ärtväxtart som beskrevs av Rolf Martin Theodor Dahlgren. Aspalathus salicifolia ingår i släktet Aspalathus och familjen ärtväxter. Inga underarter finns listade i Catalogue of Life.